# Julian Leszczyński (ksiądz)
Julian (Juliusz) Leszczyński herbu Sas (ur. 17 maja 1818 w Turzopolu, zm. 5 sierpnia 1882 w Orzechowie) – polski duchowny rzymskokatolicki, poseł na Sejm Ustawodawczy w Kromieryżu

## Życiorys
Wywodził się z rodu Leszczyńskich herbu Sas. Był synem Jana Leszczyńskiego (dziedzic Turzopola, właściciel Zabłociec, zm. 1842) i Marianny Tekli Świrskiej. Był bratem Zofii Kieszkowskiej, Ignacego, Jana, Adama (dzierżawca Turzopola), Wojciecha, Stanisława Eustachego (odziedziczył dobra po rodzicach, ojciec Adama Eugeniusza).
Ukończył gimnazjum oraz Seminarium Duchowne w Przemyślu. Był poliglotą znał język francuski, włoski, hiszpański, niemiecki i angielski. W 1842 otrzymał święcenia kapłańskie. Od tego roku był wikarym w Krośnie.
Aktywny politycznie w okresie Wiosny Ludów. Poseł do Sejmu Konstytucyjnego w Wiedniu i Kromieryżu (10 lipca 1848 – 7 marca 1849), wybrany 19 czerwca 1848 w galicyjskim okręgu wyborczym Krosno. W parlamencie należał do „Stowarzyszenia” skupiającego demokratycznych posłów polskich.
W latach 1860–1882 proboszcz parafii Wielowieś w pow. tarnobrzeskim. Był inicjatorem oraz jednym z współorganizatorów powstania klasztoru dominikanek w Wielowsi. Mianowany przez biskupa przemyskiego Adama Jasińskiego wikariuszem biskupim do spraw Zgromadzenia Dominikanek w Wielowsi. Przez wiele lat był także spowiednikiem dominikanek. W ostatnich latach życia ciężko chory na raka, mieszkał u swego brata Stanisława w Orzechowie, gdzie zmarł.